# Calotomus spinidens
Calotomus spinidens là một loài cá biển thuộc chi Calotomus trong họ Cá mó. Loài này được mô tả lần đầu tiên vào năm 1824.

## Từ nguyên
Từ định danh của loài được ghép bởi hai từ trong tiếng Latinh: spina ("gai") và dens ("răng"), hàm ý đề cập đến hàm răng sắc nhọn của chúng.

## Phạm vi phân bố và môi trường sống
C. spinidens có phạm vi phân bố rộng khắp khu vực Ấn Độ Dương - Thái Bình Dương. Loài này được ghi nhận dọc theo vùng bờ biển Đông Phi (trừ Somalia) đến Nam Phi, bao gồm Madagascar và các đảo quốc trong Ấn Độ Dương, cũng như cực nam Ấn Độ và ngoài khơi Tây Úc; từ bờ biển Hồng Kông và quần đảo Ryukyu (Nhật Bản) trải dài đến khắp vùng Tam giác San Hô, về phía nam đến rạn san hô Great Barrier và các rạn san hô vòng trên biển San Hô; phạm vi phía đông mở rộng đến các quần đảo, đảo quốc thuộc châu Đại Dương, xa nhất đến quần đảo Marshall và Tonga.
Môi trường sống của C. spinidens là những thảm cỏ biển và nền đáy có tảo mọc dày đặc ở các vịnh và đầm phá, độ sâu đến ít nhất là 72 m.

## Mô tả
C. spinidens có chiều dài cơ thể tối đa được biết đến là 30 cm. C. spinidens có vây đuôi bo tròn; vây ngực trong suốt ở cả hai giới, phớt vàng. Màu sắc trên cơ thể có thể thay đổi để giống với môi trường xung quanh, từ màu nâu đỏ (cá đực) đến nâu xám hoặc xanh lục nâu (thường là cá cái). Bụng có màu trắng nhạt, đôi khi ửng màu hồng hoặc màu vàng nhạt. Vì có tài ngụy trang nên C. spinidens thường không được chú ý kỹ.
Cá cái có các hàng đốm trắng nhỏ ở hai bên thân. Các vây có màu nâu nhạt, riêng vây hậu môn lốm đốm nâu đỏ. Cá đực trưởng thành có các vệt và chấm màu cam trên đầu; thân cũng có các đốm cam nhưng mờ hơn. Vạch đen trên gốc vây ngực và một dải màu sẫm trên vây hậu môn. Vây đuôi và vây lưng có các dải gợn sóng màu nâu, lấm chấm trắng và nhiều vệt đỏ. Gai vây lưng dễ uốn cong.
Số gai vây lưng: 9; Số tia vây ở vây lưng: 10; Số gai vây hậu môn: 3; Số tia vây ở vây hậu môn: 9; Số tia vây ở vây ngực: 13.

## Sinh thái học
Thức ăn của C. spinidens chủ yếu là cỏ biển và thực vật biểu sinh. C. spinidens là một loài lưỡng tính tiền nữ, nhiều cá thể đực vốn là từ cá cái biến đổi giới tính mà thành, nhưng chúng cũng có thể mang giới tính đực ngay khi nở ra từ trứng. Loài này được đánh bắt bằng phương pháp thủ công (như dùng lưới).